# Esporte Clube Mamoré
Esporte Clube Mamoré é uma agremiação esportiva brasileira, sediada em Patos de Minas, em Minas Gerais. Foi fundada em 13 de junho de 1949. Atualmente é um dos 15 clubes mais importantes do interior de Minas Gerais, tendo participações importantes em campeonatos como a Copa Sul Minas, Campeonato Brasileiro Série C e Taça São Paulo de Futebol Júnior.

## História
O Esporte Clube Mamoré foi criado no dia de Santo Antônio, padroeiro da cidade. É considerado um dos principais times do Alto Paranaíba e um dos 15 maiores do interior de Minas Gerais.
Foi um clube de futebol amador de Patos de Minas e arredores até a profissionalização do futebol, em 1989. O presidente do clube era Washington Ribeiro, grande responsável pelo sucesso do E.C. Mamoré nos anos seguintes.
Em 1990, filiado à Federação Mineira de Futebol, o Esporte Clube Mamoré disputou o primeiro campeonato como clube profissional. Em seu primeiro desafio, o Mamoré sagrou-se campeão mineiro da Terceira Divisão, obtendo acesso à Segunda Divisão.
Em 1991, novo desafio e nova conquista. O clube se sagrou campeão mineiro da Segunda Divisão, conquistando o direito de disputar a Primeira Divisão do Futebol Mineiro em 1992. Em apenas 2 anos, o Mamoré passou de clube amador à elite da primeira divisão do futebol em Minas Gerais.
De 1992 a 2006, foram vários anos de conquistas e alegrias, marcados principalmente pelo Título da Super Copa Minas Gerais em 1993, pelos Títulos de Campeão Mineiro do Interior em 1995 e em 2001 e também pelo Título de Campeão Mineiro do Módulo II em 2000.
O Título de Campeão Mineiro do Interior em 2001, deu ao clube uma das vagas para a disputa do Campeonato Brasileiro da Série C do mesmo ano. Esse título também o credenciou a participar em 2002, da Copa Sul-Minas e do Supercampeonato Mineiro.
Em 2006, o clube passou por grave crise financeira, que acarretou na interdição do estádio Waldomiro Pereira por parte da Federação Mineira de Futebol. Por estar impossibilitado de realizar jogos, o Mamoré vendeu seu estádio para a rede de supermercados Bretas, por R$ 4,7 milhões de reais. No local do antigo estádio foi construído um hipermercado e um shopping center.
Depois de três anos de grande expectativa é torcida de seus torcedores, foram concluídas as obras do Estádio, que foi aberto ao público no dia 13 de junho de 2009 (aniversário de 60 anos do clube) num evento com muita música e churrascada.
O Mamoré voltou às competições profissionais no dia 16 de agosto de 2009, vencendo o Betim por 2 a 0, fora de casa, na sua estreia no Campeonato Mineiro de Futebol da Segunda Divisão. O primeiro jogo oficial disputado no Estádio Bernardo Rubinger de Queiroz aconteceu no dia 19 de agosto, quando o Sapo derrotou o Unitri, de Uberlândia, por 2 a 0. O Mamoré sagrou-se campeão invicto do torneio (14 vitórias e 4 empates), marcando 44 gols e sofrendo apenas 5.
Com o título da Segunda Divisão, o Mamoré teve direito de disputar o Campeonato Mineiro de Futebol Módulo II em 2010. Alternando bons e maus momentos durante sua campanha, o time de Patos de Minas conseguiu terminar o torneio na segunda posição, devido a punição imposta pela Federação Mineira de Futebol ao Tricordiano, garantindo o acesso ao Módulo I do Campeonato Mineiro de Futebol para o ano de 2011. Entretanto, uma punição imposta ao clube vetou a ascensão para o Módulo Principal do Campeonato Mineiro, e o Funorte de Montes Claros herdou a vaga.
Mudanças da diretoria do clube deram nova cara também ao futebol. Beto Ribeiro, assumiu como novo presidente no final do ano de 2011 e sem perder tempo, conseguiu diversas parcerias, além de aumentar o quadro de sócio-torcedores, que ultrapassou a meta de 800 adeptos em 2012. Em janeiro de 2012 o Mamoré enfrentou o Cruzeiro no Estádio Bernardo Rubinger de Queiroz em amistoso de preparação para ambas equipes, com placar final de 2 a 1 para os visitantes, em partida com cerca de 10.000 pessoas naquela oportunidade.
Em 2014 a equipe do Esporte Clube Mamoré participou mais uma vez do Campeonato Mineiro Módulo II onde foi o 2º colocado de seu grupo na 1ª fase com 19 pontos, somente atrás do Montes Claros com 21 pontos. Na 2ª fase da competição o clube garantiu acesso ao Campeonato Mineiro Módulo I ao vencer o Social por 2 a 1 em Coronel Fabriciano. Com esse resultado o Mamoré voltou à 1ª divisão do Campeonato Mineiro depois de 9 anos. Com 2 rodadas de antecedência o Mamoré garantiu acesso e a liderança isolada na tabela.
No dia 21 de abril de 2014, o Mamoré sagrou-se Tricampeão Mineiro do Módulo 2 ao derrotar o Tricordiano em casa por 3 a 1. Com 2 gols de Jonathan Reis e 1 de Charles a equipe conquistou pela 3ª vez o título do Módulo 2 e voltou na 1ª divisão em 2015. Em sua estreia na primeira divisão foi derrotado pelo modesto time da Caldense por um elástico placar de 6 a 1. Neste campeonato, uma fraquíssima campanha culminou no rebaixamento para o módulo II do campeonato mineiro de futebol. Depois de 10 anos fora da primeira divisão, o Mamoré ficou somente uma temporada na elite mineira.
Em 2016, no dia 13 de dezembro, faleceu Marcus Vinicius de Faria Barros, ex-fisioterapeuta do clube, ele estava fazendo trilha de bicicleta e bateu com um tronco, caiu no chão de barriga para baixo, foi até o asfalto e chamou um amigo. Quando Marcus chegou em casa caiu no chão e imediatamente chamaram a ambulância, ele faleceu na mesma tarde.
Em 2017, o Mamoré fez uma das suas piores campanhas no Módulo II, escapando do descenso na última rodada após uma vitória por 4 a 2 no Bernardo Rubinger contra o Araxá de virada, depois de terminar o primeiro tempo perdendo de 2 a 0.
Em 2018, o Mamoré novamente fez má campanha no Módulo II, e acabou sendo rebaixado após derrota por 2 a 1 para o Tupynambás.
Em 2019, o Mamoré fez boa campanha na Segunda Divisão, mas acabou sendo eliminado na semifinal e terminou o campeonato na 3º colocação, porém, o América-TO desistiu da participação em 2020 e o Mamoré herdou a vaga.
Em 2020, nova decepção e outro rebaixamento, o clube alviverde figurou na lanterna da competição em boa parte do campeonato. Na última rodada, a situação era complicada. O time de Patos de Minas precisava vencer o Tupi fora de casa e ainda contar com tropeços dos adversários que estavam acima. O Mamoré foi derrotado por 3 a 1, o que sacramentou o rebaixamento.
Em 2021, o presidente do clube decidiu que o clube não iria participar da Segunda Divisão daquele ano, o lado financeiro pesou na decisão, tendo em vista que, no momento, os clubes não têm renda de bilheteria por causa da Covid-19 e precisam arcar com as taxas da Federação Mineira de Futebol.
Em 2022, o clube fez boa campanha na fase de grupos e como terminou na 4º colocação, se classificou para à segunda fase, onde foi eliminado pela equipe B do Coimbra, que avançou por ter melhor campanha.
Em 2023, o Mamoré, com campanha invicta, conseguiu o acesso após vencer por 5 a 4 nos pênaltis para a festa dos torcedores em Patos de Minas.
Em 2025, o Mamoré tem como principal competição a disputa do Campeonato Mineiro Módulo 2.

## Estádio
Também conhecido como Arena Kickball, o Estádio Bernardo Rubinger de Queiroz foi inaugurado em 13 de junho de 2009, data do aniversário de 60 anos do clube. O antigo estádio do E.C. Mamoré, o Estádio Waldomiro Pereira, foi vendido pelo clube em 2005 para a empresa Irmãos Bretas e Cia. No seu lugar foi construído um shopping, o Pátio Central Shopping.
Bernardo Rubinger de Queiroz foi advogado e político, além de funcionário do Banco de Desenvolvimento de Minas Gerais. Foi deputado estadual de Minas Gerais por duas legislaturas consecutivas, de 1987 a 1995, pelo PMDB. Torcedor e mecena do Mamoré, morreu em 2008 e recebeu a homenagem póstuma da diretoria esmeraldina com a escolha de seu nome para a nova casa do clube.
O estádio Bernardo Rubinger de Queiroz tem capacidade máxima para 10.252 mil pessoas, sendo 10 mil o seu maior público no jogo Mamoré 1 a 2 Cruzeiro em 28 de janeiro de 2012. O estádio possui iluminação moderna e gramado importado da Europa. Possui também um moderno sistema de irrigação automática, vestiários bem equipados e cabines de TV. O campo possui as dimensões padrão fifa 105m x 68m. As arquibancadas são divididas em 4 setores, sendo uma tribuna de honra perto das cabines de TV, cadeiras verdes, cadeiras vermelhas e arquibancada comum.

## Títulos
| ESTADUAIS | ESTADUAIS                             | ESTADUAIS | ESTADUAIS         |
|           | Competição                            | Títulos   | Temporadas        |
| --------- | ------------------------------------- | --------- | ----------------- |
|           | Campeonato Mineiro - Módulo II        | 3         | 1991, 2000 e 2014 |
|           | Campeonato Mineiro - Terceira Divisão | 3         | 1990, 2009 e 2023 |
|           | Campeonato Mineiro do Interior        | 2         | 1995 e 2001       |
|           | Copa do Triângulo                     | 1         | 1962              |

#### Torneios Municipais e Simbólicos
- Campeonato Citadino de Patos de Minas: 6 vezes (1956, 1969, 1971, 1973, 1974 e 1989).
- Taça Walter Soler: 1960.
- Taça Patos: 1988.
- Troféu Prefeito Elmiro Nascimento: 1997.

#### Campanhas Relevantes
- Mineiro - Módulo II: Vice-Campeão (2010)

## Estatísticas

### Participações
|  | Participações em 2025 |

| Competição   | Competição         | Temporadas | Melhor campanha             | Anos                                                         | P | R |
| Minas Gerais | Campeonato Mineiro | 12         | 4º colocado (1995)          | 1992-1997, 2001-2005, 2015                                   |   | 3 |
| Minas Gerais | Módulo II          | 16         | Campeão (1991, 2000 e 2014) | 1991, 1998-2000, 2006, 2010-2014, 2016-2018, 2020, 2024-2025 | 3 | 2 |
| Minas Gerais | Segunda Divisão    | 5          | Campeão (3 vezes)           | 1990, 2009, 2019, 2022-2023                                  | 3 |   |
| Brasil       | Série C            | 1          | 44º colocado (2001)         | 2001                                                         | – | – |